# 양산심수항

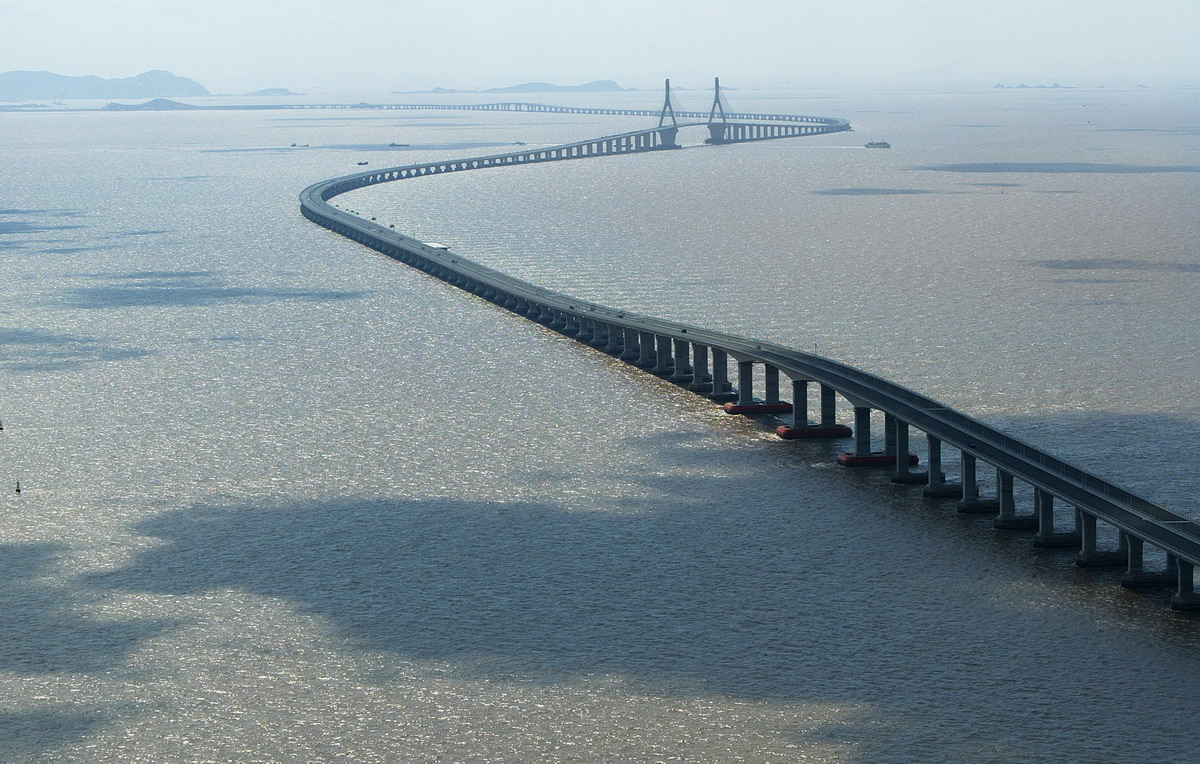
32.5km의 둥하이 대교

양산심수항(중국어: 洋山深水港, 병음: Yángshān Shēnshuǐgǎng 양산 선수이강[*]) 또는 양산항(洋山港)은 항저우만과 상하이 남쪽에 위치한 항구로, 2005년 12월에 10월에 상하이 남쪽 양산에서 개항하였다. 2020년까지 세계에서 가장 큰 항구를 목표로 아시아 항만 물류의 허브로 설계되었다. 양산심수항은 크게 세 부분으로 나뉘는데, 양산섬의 항만, 둥하이 대교(중국어 정체자: 東海大橋, 병음: Dōnghǎi Dàqiáo 동해대교[*]), 임항신성으로 구성되어 있다. 행정구역 상으로 중화인민공화국 저장성 저우산시 성쓰현에 위치한다.

## 임항신성
임항신성은 ‘디지털 운영’과 ‘정보화 관리’ 등 현대 과학기술의 최신 성과를 구현하고 있어 일명 '디지털 도시'라고 불리며, 1990년대의 상징이었던 푸둥에 이어 21세기 상하이 경제의 새로운 상징이 되고 있다. 임항신성은 기능별로 도심지역, 산업단지, 양수심수항 배후지로 분류되며, 총면적은 297km2에 달한다. 또한 파도에 밀려온 진흙과 모래 등이 퇴적되어 형성된 지역이라, 대부분의 토양이 알칼리성을 띠는 게 특징이다. 임항성은 인구를 30만으로 늘려 중등 임해 도시로 성장할 것을 장기 목표로 삼고 있다.

## 둥하이 대교
36km의 항저우만 대교에 세계최장의 지위를 내주기는 했지만, 둥하이 대교는 총 길이 32.5km로 세계 30여개 해상교량 중 항저우만 대교 다음으로 길며 중국 최초의 해상교량이기도 하다. 이 지역은 해양성기후의 영향을 받아 기상이변이 심하여 안개 등이 자주 짙게 발생한다. 때문에 2002년 6월 26일 호조항 착공으로 시작된 전체 시공기간 3년 6개월 중에서 실제 공사일은 500여 일에 불과했다.

## 물류원구
양산심수항 물류원구(物流園區)는 임항신성의 서쪽에 위치하며, 양산심수항만과 32km, 포동국제공항과 30km 떨어져 있다. 건설면적은 13.8km2이며, 중국 최초의 육지에서 떨어진 항만물류단지로서 양산심수항만의 국제경쟁 참여를 지원하게 된다.

## 한국으로의 영향
아직까지 뚜렷한 보고는 없지만, 양산심수항이 개항하면서 가장 타격을 받을 항구는 부산항이라고 예측을 했었다. 실제로 기존에 부산항에 의존하던 인천항이나 평택항이 직접적으로 중국의 항구와 거래하는 현상이 발생하고 있다. 상하이 시내에서 양산심수항구까지 거리는 약 100km로 물적 유통에 있어 가까운 거리는 아니지만, 빠른 속도로 여러 가지 단점을 해결해 나가고 있다.

## 같이 보기
- 항저우만 대교

## 참고 자료
- 상해과기보, 2005.12.19 4면